# Francisco Hernández de Córdoba
Francisco Hernández de Córdoba, (oko 1475. – Nikaragva, 1526.), bio je španjolski konkvistador i smatra ga se osnivačem Nikaragve. Poslan je 1523. na obalu Tihog oceana, na područje koje odgovara današnjoj Nikaragvi, gdje osniva dva grada; Granadu i León. Nikaragvanska valuta je dobila ime po njemu.
Córdoba je bio jedan od časnika Pedrariasa Dávila. Hernán Cortés je podržavao Cordóbu, koji mu je zauzrvrat pružio podršku protiv Cristóbala de Olida. Pedrarias Dávila, koji je uvidio da je Córdoba podizač bune i izdajnik, uhićuje ga na kraju i daje ga pogubiti odsjecanjem glave.
Njegovi ostaci pronađeni su 2000. u mjestu León Viejo u Nikaragvi.